# Robert Blake (Medal of Honor)
Pour les articles homonymes, voir Adams.
Robert Blake est un marin de l’United States Navy, premier afro-américain à avoir été décoré de la Medal of Honor.

## Biographie
La date et le lieu de naissance de Robert Blake sont inconnus. Né en esclavage, il fait partie d’un groupe de quatre cents esclaves noirs saisis en 1862 par l’United States Navy lors d’un raid le long du fleuve Santee, en Caroline du Sud. En vertu de la loi de confiscation de 1861, ils reçoivent le statut de « contrebande » et sont débarqués à North Island, dans la baie de Winyah. Peu de temps après, la Navy fait savoir au groupe qu’elle recherche vingt hommes célibataires pour servir à bord de l’USS Vermont. Blake se porte volontaire et après avoir servi un temps sur ce navire, il est transféré sur l’USS Marblehead, où il travaille comme steward.
Le 25 décembre 1863, alors que l’USS Marblehead est ancré près de Charleston il est pris pour cible à 5 h par une batterie côtière qui était restée jusque là dissimulée. Bien que n’ayant pas de fonction militaire à bord du navire et pouvant ainsi se mettre à l’abri, Blake remplace un porteur de poudre qui a été tué. En maintenant la chaîne d’approvisionnement en poudre, il contribue à permettre au navire de riposter et les confédérés prennent la fuite peu de temps après. À la suite de cette action, il est promu au grade de seaman et décoré de la Medal of Honor. Il se réengage ultérieurement dans la Navy et sert une nouvelle fois à bord de l’USS Vermont, mais la suite de sa vie n’est pas connue.
Robert Blake est généralement présenté comme le premier afro-américain à recevoir la Medal of Honor. Il partage néanmoins cette distinction avec William Harvey Carney, un soldat afro-américain du 54e régiment d'infanterie du Massachusetts, qui n’a été décoré qu’en 1900, mais pour une action ayant eu lieu quatre mois avant celle de Blake, le 18 juillet 1863.